# Jindra Čapek
Jindra Čapek (* 30. září 1953 v Českých Budějovicích) je český ilustrátor, malíř a grafik.

## Život
V roce 1969 emigroval do Švýcarska, kde v letech 1970 až 1971]studoval na uměleckoprůmyslové škole v Curychu a poté v letech 1971 až 1975 v Karlsruhe v Německu. V roce 1977 začínal jako ilustrátor na volné noze a od té doby ilustroval řadu knih, v neposlední řadě obrázkové knihy s příběhy postavené na pohádkách a bajkách. Ty byly přeloženy do mnoha jazyků. Čapkovy dobře komponované obrazy často zobrazují karikované postavy a detaily v jakémsi stylizovaném a dekorativním realismu. Zdá se, že obrazový styl je ovlivněn středoevropskými řemeslnými tradicemi i středověkým uměním a dalšími věcmi.[zdroj?]
Od roku 1987 byl na seznamu Blokovaných osob v Evidenci zájmových osob StB.
Dnes[kdy?] žije a tvoří v Praze a Českém Krumlově a také ve Schwarzwaldu v Německu. Za své knižní umění získal několik ocenění.[zdroj?]

## Dílo
Ilustroval více než 60 knih.
Společně s Vlastou Duškovou vytvořil ilustrace pro Marseilleský tarot, který vydal Knižní klub v roce 2011. Jeho práce jsou součástí sbírky ilustrace pro děti v klášterech v Českém Krumlově. Vystavoval v řadě evropských galerií.[zdroj?]

## Ocenění
Je zapsán na čestné listině Mezinárodního sdružení pro dětskou knihu za ilustrace ke knize Příběhy, na které svítilo slunce v roce 2000 a za ilustrace ke knize V království mocných víl v roce 2014.
25. dubna 2024 obdržel Cenu Nakladatelství Albatros za rok 2023 za ilustrace pro menší děti v knize Pinocchiova dobrodružství.

### Výstavy autorské[8]
- 1996 České Budějovice a Klatovy : Jindra Čapek. Pohádkový svět
- 1999 České Budějovice: Jindra Čapek. Volná tvorba a ilustrace
- 2002 České Budějovice: Jindra Čapek. Ilustrace
- 2005 Liberec: Jindra Čapek. Ilustrace
- 2012 České Budějovice. Pohádkový svět Jindry Čapka
- 2013 Hluboká nad Vltavou: Jindra Čapek. Grafika

### Výstavy kolektivní
- 1996, 1997, 1999, 2000.2013 Týn nad Vltavou: Vltavotýnské dvorky
- 1998 Týn nad Vltavou a České Budějovice: Tvůrci animovaného filmu a ilustrátoři dětské knihy
- 2000 Týn nad Vltavou: Jindra Čapek ilustrace a František Svátek plastiky.
- 2006 Jičín: Rosteme s knihou aneb Svět knihy dětem
- 2007 Havlíčkův Brod: Současná česká ilustrační tvorba. 15. ročník.
- 2014 Příbram: Ilusnář. Sny, skutečnost a ilustrace.
- 2015 Praha: Městosvět: Město a jeho svět v ilustraci pro děti.

### Ilustrace - výběrově
- ČAPEK, Jindra. Un enfant est né. Paris: Cerf, 1984. [25] s.
- ČAPEK, Jindra. Un niño ha nacido: una antigua leyenda de Navidad. 2a ed. Madrid: Ediciones S.M., 1986. [21] s. ISBN 84-348-1482-X
- ČAPEK, Jindra. Děťátko se narodilo...: Podle staré vánoční legendy. Překlad Olga Krejčová. 1. vyd. Praha: Bohem Press, 1991
- ČAPEK, Jindra. Dźěćo je so narodźiło...: po starej hodowej legendźe. 1. nakład. Budyšin: Domowina, 1991
- HRABAL, Bohumil. Das Städtchen, in dem die Zeit stehenblieb: Roman in Geschichten. Deutsche Erstausgabe. Ravensburg: Otto Maier, 1992.
- ČAPEK, Jindra. Koning Lekkerbek. Antwerpen: C. de Vries-Brouwers, 1992.
- HAUFF, Wilhelm. Historien om Kalif Stork. [S.l.]: Agertoft, 1996. ISBN 87-89970-51-9
- ČAPEK, Jindra. C.H. Beck: právo pro všechny [grafika]. Praha: C.H. Beck, 1997. 1 plakát.
- ČAPEK, Jindra. C.H. Beck: na cestě k otevřené společnosti [grafika]. Praha: C.H. Beck, 1998.
- TOMEK, Jiří. Bohové a faraoni. 1. vyd. v této podobě. Praha: Albatros, 2000. 149 s.ISBN 80-242-0574-2
- ČAPEK, Jindra. London für Kinder. 2. Aufl. Zürich: Bohem Press, 2007, ©2002. [16] s. Komm mit!
- MATOUŠEK, Petr a REISSNER, Martin. Bylo, nebylo, bude: česká kniha pro děti a mládež 2004 = Once upon a time to come: Czech books for children and young people 2004. 1. vyd. [Praha]: Ministerstvo kultury České republiky, ©2005. 44 s ISBN 80-86310-51-5
- TICHÁ, Alžběta Lída et al. Víno na klávesách. Vyd. 1. Český Krumlov: Sdružení jihočeských básníků KRB, 2004.
- FISCHEROVÁ, Daniela. Kouzelná lampa a další arabské pohádky. 1. vyd. Praha: Mladá fronta, 2010. 198 s. ISBN 978-80-204-2156-2
- ČAPEK, Jindra. Marseilleský tarot: tarotové karty Jindry Čapka [grafika]. Vyd. 1. Praha: Knižní klub, 2011. 22 karet
- PETIŠKA, Eduard. Příběhy, na které svítilo slunce: báje a pověsti starého Egypta, Mezopotámie a Izraele. Praha: Ottovo nakladatelství, 2011. 167 s. ISBN 978-80-7451-125-7
- PETIŠKA, Eduard. Příběhy tisíce a jedné noci. Praha: Ottovo nakladatelství, s.r.o., 2015. 213 stran. ISBN 978-80-7451-372-5
- KRČEK, Josef, ed. Špalíček lidových písní. 2. vydání. V Praze: Albatros, 2022. ISBN 978-80-00-06645-5
- SVĚRÁK, Zdeněk. Čerti nejsou. První vydání. Praha: Bambook, 2023. 91 stran. ISBN 978-80-271-5198-1